# Kim Kirchen
Kim Kirchen est un coureur cycliste luxembourgeois, né le 3 juillet 1978 à Luxembourg-ville.
Professionnel de 1999 à 2010, il a remporté la Flèche wallonne 2008, le championnat du Luxembourg contre-la-montre la même année et a été champion national du Luxembourg à trois reprises. Il a remporté deux étapes sur le Tour de France et porté plusieurs jours le maillot jaune. Il a également été élu six fois sportif luxembourgeois de l'année.

## Biographie

### Enfance et jeunesse
Kim Kirchen naît le 3 juillet 1978 à Luxembourg. Son père Erny Kirchen a été coureur cycliste, vainqueur notamment de la Flèche du Sud et vice-champion national en 1974. Celui-ci a pour oncles Jean et Jim Kirchen, tous deux anciens coureurs professionnels, Jean Kirchen ayant été champion du Luxembourg du contre-la-montre, de la course en ligne et de cyclo-cross, et 5e du Tour de France.
Jouant d'abord au football de 1985 à 1994 à l'US Hoster, Kim Kirchen commence le cyclisme à 13 ans, en 1992, aux Amis du Cyclisme de la Commune de Contern (ACC Contern), club luxembourgeois de renom présidé par Marcel Gilles, où il côtoie notamment Fränk Schleck. Pour sa première année, il se classe troisième du championnat du Luxembourg dans la catégorie cadets. Après d'autres podiums lors des championnats de 1994 et 1995, il devient champion national en junior en 1996.

### Le début de carrière
En 1998, il intègre l'équipe semi-professionnelle italienne De Nardi. Il se classe cinquième de Paris-Tours espoirs et de la course en ligne du championnat du Luxembourg cette année-là. En 1999, il est sacré champion du Luxembourg sur route et en cyclo-cross, et remporte la Flèche du Sud. En octobre, il termine quatrième de la course en ligne des championnats du monde espoirs à Vérone. L'année suivante, il obtient la même place aux championnats du monde de Plouay, après être monté sur les podiums du Tour de Slovaquie, du Grand Prix Guillaume Tell et du championnat du Luxembourg contre-la-montre. Il est élu sportif luxembourgeois de l'année.

### 2001-2005: Fassa Bortolo

#### 2001-2002
En 2001, Kim Kirchen rejoint l'équipe italienne Fassa Bortolo. Sa première compétition majeure est Paris-Nice, où il prend la 70e place tandis que ses coéquipiers Dario Frigo et Raimondas Rumšas réalisent un doublé. Il signe un premier succès en juin en remportant la 3e étape du Tour de Luxembourg. En 2002, il confirme ses aptitudes pour les terrains vallonnés et de moyenne montagne. Il termine troisième de la Semaine cycliste lombarde, puis remporte le Tour de Berne. Sur le Tour des Pays-Bas, il termine 20e du contre-la-montre, puis s'échappe avec Michael Boogerd dans l'exigeante étape menant à Landgraaf. Boogerd gagne l'étape, mais Kirchen remporte le classement général.  

#### 2003
En 2003, Kirchen réalise un bon printemps, montrant des aptitudes pour les classiques, notamment pavées (11e du Het Volk, 17e du Milan-San Remo, 8e de la Flèche brabançonne) et les courses par étapes vallonnées (16e de Paris-Nice). 
Il participe ensuite au Tour d'Italie, son premier grand tour. Il y travaille pour le sprinter Alessandro Petacchi, vainqueur de six étapes et porteur du maillot rose durant la première semaine. Il obtient également de bonnes places sur des étapes importantes : il est septième à Faenza, après la traversée des Apennins, dixième au sommet du Monte Zoncolan où il accompagne ses leaders Dario Frigo et Aitor González et huitième du contre-la-montre de Bolzano. Il conclut ce Giro à la 29e place.
Dans la foulée, Kirchen prend le départ du Tour de Suisse. Il termine 21e du prologue, puis 18e de l'étape menant au Locle. Il aborde les étapes de montagne en 18e position. Dans la première étape de montagne, il est manifestement le plus fort des coureurs du groupe de contre qui se forme derrière Francesco Casagrande, et qui comprend le leader Alexandre Vinokourov et deux coéquipiers de Kirchen, Sven Montgomery et Tadej Valjavec. Deuxième au sommet à Saas Fee, Kirchen prend la quatrième place du classement général. Le lendemain, à Losone, Kirchen croit remporter le sprint de peloton. Il lève les bras, mais prend une nouvelle deuxième place, battu par Sandy Casar. Dans la 5e étape, sur la route de La Punt, Kirchen concède plus d'une minute à Casagrande, termine septième, et perd toute chance de remporter ce Tour de Suisse. 14e du contre-la-montre final, Kirchen prend la quatrième place du classement final. Kirchen prouve ainsi qu'il peut être non seulement un coureur de classiques, mais aussi un grand coureur par étapes. 
En fin de saison, il remporte sa première semi-classique, Paris-Bruxelles, battant au sprint László Bodrogi et Maryan Hary. À l'issue de la course, il s'estime capable de jouer un rôle sur toutes les classiques, à l'exception de Paris-Roubaix.

#### 2004

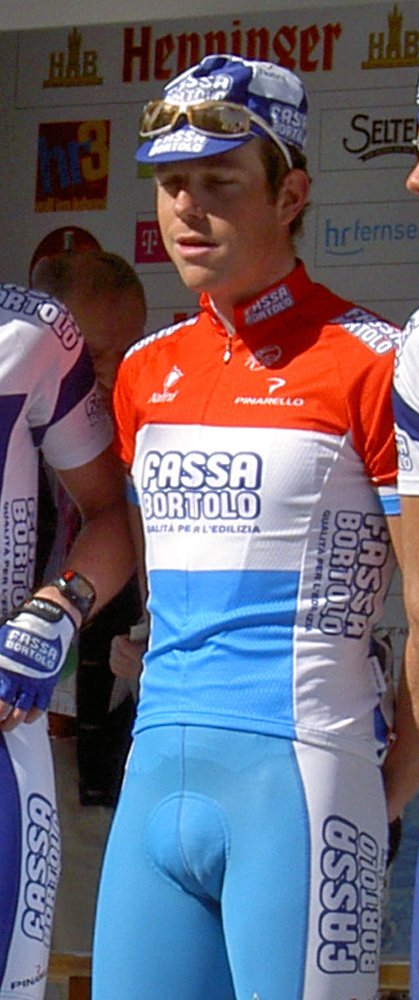
Kim Kirchen 2005

En 2004, Kirchen réussit plusieurs places d'honneur sur les étapes de Paris-Nice, mais perd toute chance au classement général dès la 1re étape, où il est pris dans une bordure et perd plus de 5 minutes. Après une campagne de classiques très décevante, Kirchen renoue avec la compétition au Tour de Luxembourg, dont il remporte une étape. Sur le Tour de Suisse, il perd toute chance dans la 6e étape, perdant plus de 9 minutes alors qu'il occupe la septième place du classement général. Quelques jours plus tard, il remporte le titre de Champion du Luxembourg. 
En juillet 2004, son premier Tour de France, débute par la défense du maillot jaune conquis par Fabian Cancellara sur le prologue, ainsi que la préparation des sprints d'Alessandro Petacchi. Celui-ci ne remporte pas d'étapes et abandonne après six jours de courses. Kirchen, déjà cinquième de la troisième étape à Wasquehal, peut dès lors tenter sa chance. Lors de la huitième étape, il attaque dans dernier kilomètre à Quimper mais est dépassé par Thor Hushovd dans les derniers mètres. Il se classe ensuite huitième de la première étape de moyenne montagne à Figeac, puis s'échappe le surlendemain dans la première étape pyrénéenne en compagnie de trois coureurs jusqu'au début du col d'Aspin. Il termine l'étape dans le gruppetto. Après trois semaines de courses, il arrive à Paris en 63e position, à près de deux heures du vainqueur Lance Armstrong. 
En août, Kim Kirchen participe aux Jeux olympiques d'Athènes où il représente le Luxembourg avec Fränk Schleck et Benoît Joachim. Il se classe sixième de la course en ligne de 224 kilomètres, en prenant la troisième place du peloton arrivé 12 secondes après le vainqueur Paolo Bettini.

#### 2005
En février 2005, le champion du Luxembourg remporte coup sur coup le Trofeo Laigueglia et le Grand Prix de Chiasso. Il termine ensuite 13e de Paris-Nice, puis participe en Italie à Milan-San Remo et à la Semaine internationale Coppi et Bartali. Son équipe y remporte le contre-la-montre par équipes, et Kirchen, contraint par le jeu d'équipe en faveur de Mauro Facci remporte tout de même la 4e étape et termine septième. Il fait alors l'impasse sur les classiques pavées, et choisit le Tour du Pays basque pour préparer les ardennaises. Bien lui en prend : il termine 11e de l'Amstel Gold Race, dans le groupe de tête, crée la surprise en prenant la deuxième place sur la Flèche wallonne derrière Danilo Di Luca, et enfin termine 19e de Liège-Bastogne-Liège. 
Battu par Fränk Schleck sur son championnat national, Kirchen ne réussit pas un Tour de France à la hauteur de son excellent printemps, et est contraint à l'abandon dans les Alpes, sur la 11e étape. En fin de saison, il termine deuxième de la Coppa Placci derrière Paolo Valoti, puis participe au Tour de Pologne nouvellement promu, qui est marqué par trois arrivées successives à Karpacz. Kirchen y termine 2e, 1er, puis 6e lors du contre-la-montre, et remporte l'épreuve.

### 2006-2009: de T-Mobile à Columbia
En septembre 2005, alors que l'équipe Fassa Bortolo disparaît, Kim Kirchen signe un contrat de deux ans avec la formation allemande T-Mobile. En juin 2007, il prolonge de deux ans son contrat avec T-Mobile, qui devient Team High Road puis Team Columbia en 2008.

#### 2006
La saison 2006 de Kim Kirchen est très décevante. Après quelques performances prometteuses en début de saison, notamment une deuxième place au Grand Prix de Lugano derrière Paolo Bettini, il abandonne sur Paris-Nice, souffrant de maux de dos, et doit observer un repos de deux semaines. Il passe alors au travers de toute la saison des classiques. Au cours de la saison, il remporte tout de même le prologue du Tour de Luxembourg, portant le maillot de leader pendant deux étapes et un deuxième titre de Champion du Luxembourg, et prend la 12e place du Tour de Suisse. Mais il ne participe à aucun grand tour.

#### 2007
En 2007, Kirchen s'impose comme un coureur par étapes de premier plan. Après une préparation au Qatar et en Californie, il obtient la troisième place de Milan-Turin, il participe à Tirreno-Adriatico. Sa troisième place dans le contre-la-montre de la 5e étape à Civitanova Marche lui permet de prendre la quatrième place du classement général, à quelques secondes de Stefan Schumacher. Le lendemain, dans l'étape-reine, il prend la septième place, la deuxième parmi les favoris, et remonte à la deuxième place du classement général. Il perd ainsi la course pour 3 secondes face à Andreas Klöden. 
Kirchen réalise par la suite une campagne de classiques moins brillante qu'en 2005. Il est 13e de Milan-San Remo, troisième de la Flèche brabançonne, 14e de l'Amstel Gold Race et enfin neuvième de Liège-Bastogne-Liège, sa meilleure performance sur cette course. En préparation pour le Tour de France, il termine 21e du Tour de Catalogne, puis tente une nouvelle fois de remporter le Tour de Suisse. Grâce à un bon prologue, il est troisième au départ de la première grande étape de montagne, où il prend la cinquième place. Deux jours plus tard, il ne termine que 14e à Crans-Montana, et recule à la sixième place au classement, à 30 secondes seulement du leader, Vladimir Efimkin. Enfin, dans la dernière grande étape de montagne, la 7e il termine septième, le meilleur des favoris, et remonte à la deuxième place au classement général. 15e du contre-la-montre final, il dépasse Efimkin, mais est battu par un autre russe, Vladimir Karpets, et conserve sa deuxième place au classement final. 
En juillet 2007, Kirchen prend le départ de son troisième Tour avec un rôle de lieutenant du leader australien Michael Rogers. L'équipe T-Mobile s'empare du maillot jaune à l'issue de la première étape alpestre grâce à Linus Gerdemann. Cette satisfaction est suivie le lendemain de l'abandon de Rogers sur chute, tandis que Gerdemann abandonne le maillot jaune à Michael Rasmussen. À l'issue de la neuvième étape, Kirchen devient le premier T-Mobile au classement général (10e) parvenant à suivre les favoris jusqu'à l'arrivée à Briançon. Il conserve cette place après le contre-la-montre d'Albi (18e) puis lâche prise le lendemain dans l'ascension du Plateau de Beille (29e à 7 minutes et 35 secondes) et recule à la 14e place. Dans l'étape Foix-Loudenvielle, il s'échappe dès le col de Port dans un groupe de 25 coureurs. Distancé comme les autres par Alexandre Vinokourov dans le col de Peyresourde, il rejoint l'arrivée en deuxième place. Il se verra cependant attribuer la victoire d'étape en 2008, Vinokourov étant déclassé pour dopage. Il revient à la neuvième place, puis à la huitième après l'arrivée au col d'Aubisque, et septième à la suite de l'éviction de Rasmussen. Il parvient à conserver cette place jusqu'à Paris et signe ainsi un premier Top-10 sur un grand tour.
La saison de Kirchen se termine au Tour de Pologne. Battu par Johan Vansummeren et Robert Gesink, il ne parvient pas à conserver son titre, mais prend une belle troisième place. Au classement final de l'UCI ProTour, Kirchen prend la septième place.

#### 2008: victoire sur la Flèche wallonne et plusieurs jours en jaune sur le Tour

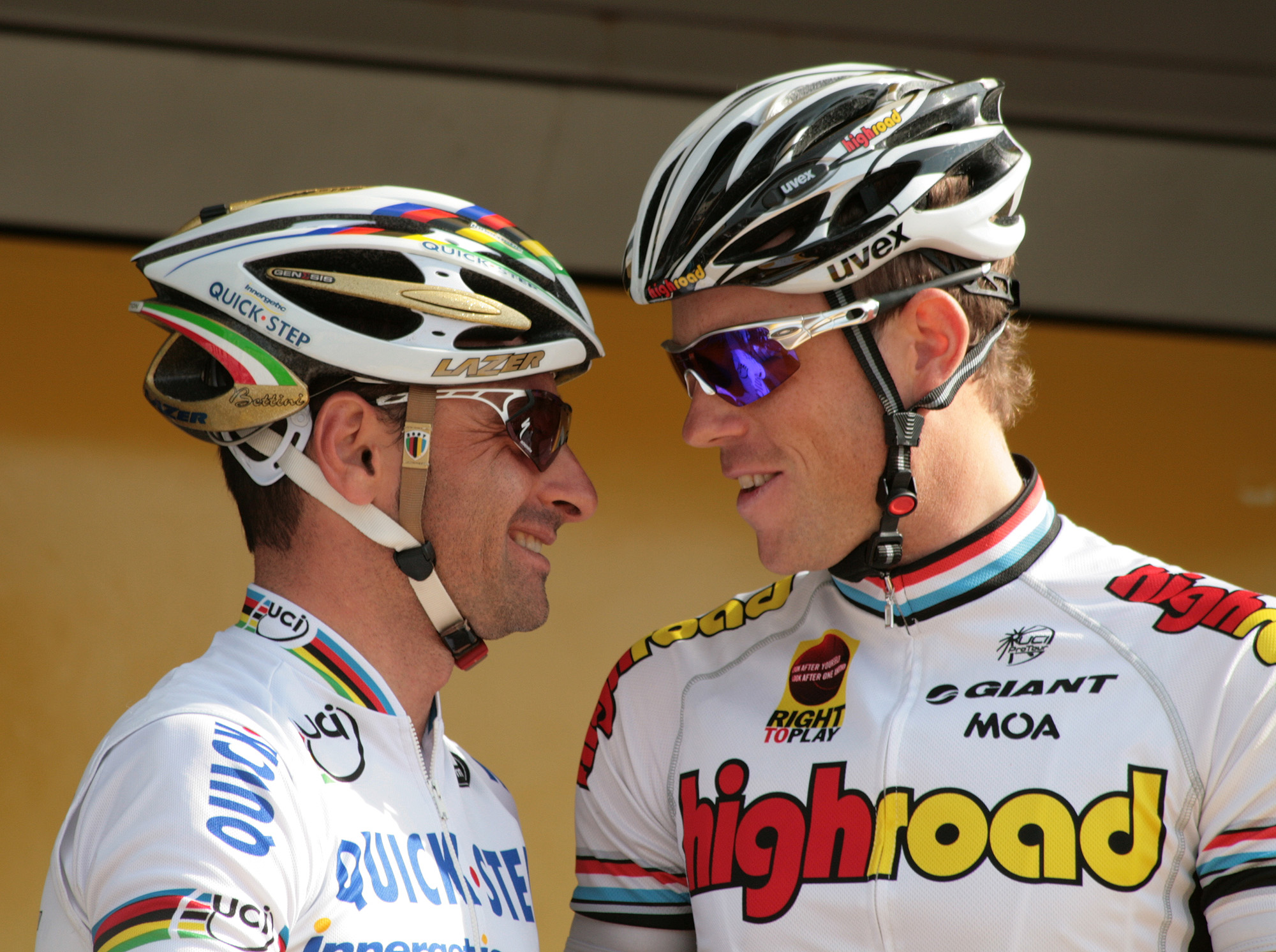
Paolo Bettini et Kim Kirchen au départ de Liège-Bastogne-Liège 2008

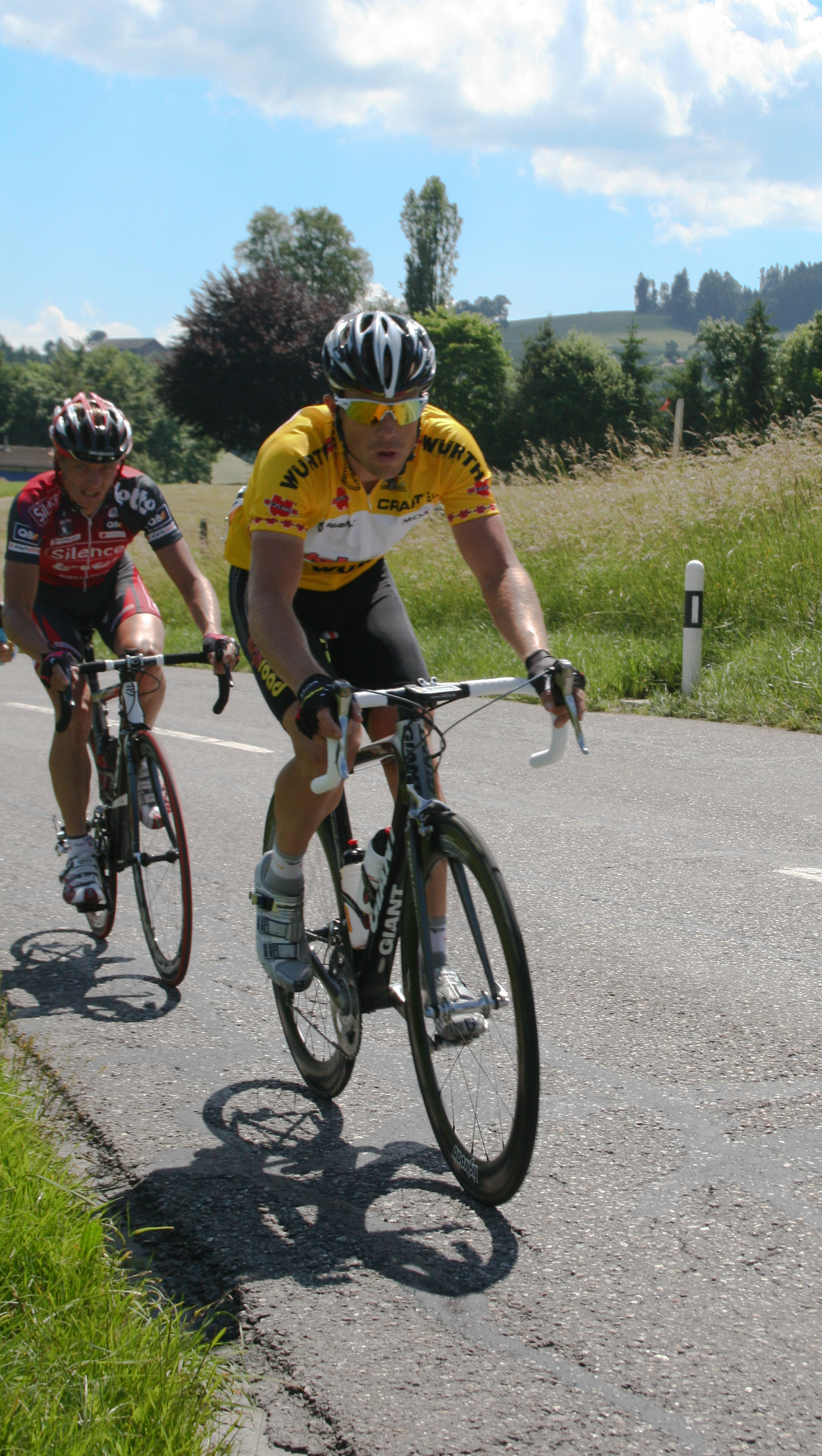
Kim Kirchen, maillot jaune du Tour de Suisse 2008

La saison 2008 commence difficilement pour Kirchen, qui abandonne sur le Tour de Californie puis Tirreno-Adriatico. Sa saison commence réellement en avril, sur le Tour du Pays basque. Il y remporte deux étapes, et occupe la troisième place à la veille du contre-la-montre final. 12e de l'exercice, il termine septième de l'épreuve. Sur les ardennaises, il déçoit sur l'Amstel Gold Race, mais remporte trois jours plus tard sa première grande classique, la Flèche wallonne. En plaçant une attaque à moins de 200 mètres de l'arrivée dans le Mur de Huy sous une météo terrible, il gagne avec la puissance qui le caractérise en battant Evans, Cunego et Gesink. 
En préparation pour le Tour de France, Kirchen termine quatrième du Tour de Bavière, puis s'attaque une nouvelle fois au Tour de Suisse. Deuxième de la première étape de montagne derrière Igor Antón, il lui ravit le maillot de leader à l'issue de la 6e étape à Verbier, qu'il remporte en devançant Andreas Klöden au sprint. Mais 15e seulement du contre-la-montre de la 8e étape, Kirchen laisse échapper le maillot jaune au profit de Roman Kreuziger, et rétrograde à la septième place. 
Sur le Tour de France, Kim Kirchen obtient plusieurs bonnes places dans les premières étapes. Quatrième à Plumelec le premier jour, puis deuxième le lendemain à Saint-Brieuc, il s'empare du maillot vert. Il réalise ensuite un excellent contre-la-montre à Cholet (2e). Ce dernier résultat lui permet d'être deuxième du classement général, à 12 secondes du maillot jaune Stefan Schumacher. Lors de l'étape Aigurande-Super-Besse, il réussit à accompagner les meilleurs, ne concédant que trois secondes à Cadel Evans et Alejandro Valverde, et obtient pour la première fois de sa carrière le maillot jaune à la faveur d'une chute de Stefan Schumacher. Il garde ce maillot jaune lors des trois étapes suivantes, ainsi que le maillot vert, concédé entre-temps à Thor Hushovd. Dans la 10e étape menant à Hautacam, Kirchen est rapidement distancé dans la dernière ascension, et termine 12e de l'étape, concédant deux minutes à Cadel Evans, qui s'empare du maillot jaune. Il perd également le maillot vert au profit d'Óscar Freire. Moins à l'aise dans les Alpes, Kirchen rétrograde progressivement à la 11e place. Mais sa troisième place dans le contre-la-montre final de Saint-Amand-Montrond lui permet de terminer huitième. À la faveur des déclassements de Bernhard Kohl et Stefan Schumacher pour dopage après la course, Kirchen hérite de la victoire d'étape dans le contre-la-montre de Cholet. Il remporte ainsi sa deuxième victoire d'étape sur le Tour de France, chaque fois sur tapis vert. 
En août, Kirchen participe aux Jeux olympiques à Pékin, mais déçoit, ne prenant que la 46e place de l'épreuve en ligne, et la 22e du contre-la-montre.

#### 2009
Alors qu'il affirme clairement ses ambitions pour le Tour de France, la saison 2009 de Kim Kirchen commence par une contrariété : victime d'une chute sur le Tour de Californie, il se fracture la clavicule, et doit renoncer à participer aux classiques printanières. Fin juin, après avoir conquis un nouveau titre de champion du Luxembourg du contre-la-montre, il annonce qu'il essayera d'atteindre le top 5 sur le Tour après ses deux septièmes places en 2007 et 2008. 
Le Tour commence difficilement pour lui avec une 109e place à 1 min 57 s de Fabian Cancellara au contre-la-montre de la première étape. Il retrouve les hauteurs du classement progressivement, d'abord en terminant à une grosse minute des meilleurs à Arcalis dans les Pyrénées, puis en allant chercher une dixième place dans les Alpes à Verbier. Après le jour de repos, au soir de la seizième étape, il est treizième au général, à 5 min 5 s d'Alberto Contador et à 2 min 39 s d'un top 5 encore accessible. Mais l'étape du Grand-Bornand lui est fatale, où il termine avec le gruppetto. Distancé au classement général, il finit à la 20e place du contre-la-montre d'Annecy. C'est donc à la 57e place, à plus d'un heure du vainqueur que Kirchen finit son Tour, très loin de ses ambitions. Tout comme son équipier Michael Rogers, il aura toutefois travaillé pour Mark Cavendish dans la plaine, le sprinteur britannique rapportant au total six victoires à son équipe.

### 2010: fin de carrière chez Katusha
Il signe fin 2009 pour l'équipe russe Katusha où il est leader pour les classiques ardennaises aux côtés de Alexandr Kolobnev, Joaquim Rodríguez et Sergueï Ivanov. En avril, il est victime à deux reprises de malaises dont un nécessite une prise en charge à l'hôpital. Le 18 juin 2010, à la suite de la septième étape du Tour de Suisse, il subit un malaise cardiaque. Réanimé par le médecin de son équipe, il est conduit à l'hôpital de Zurich et placé dans un coma artificiel. Il sort du coma le 22 juin en donnant des signes encourageants en reconnaissant sa femme et son père.

### Reconversion
Kim Kirchen ne reprend pas le sport professionnel après être sorti du coma. Il travaille ensuite pour le ministère des sports luxembourgeois. Il préside une fondation qui porte son nom et vient en aide aux enfants atteints de maladies graves, placés dans des foyers ou souffrant de handicap.

## Vie privée
Kim Kirchen s'est marié à Caroline en 2007. Le 8 juillet 2010, quelques jours après être sorti du coma, sa femme donne naissance à des jumeaux, Liam et Mike.

## Palmarès, résultats et distinctions

### Palmarès
| - 1992 - 3e du championnat du Luxembourg sur route cadets - 1994 - 2e du championnat du Luxembourg sur route débutants - 2e du championnat du Luxembourg de cyclo-cross débutants - 1995 - 3e du championnat du Luxembourg sur route juniors - 1996 - Champion du Luxembourg sur route juniors - Grand Prix Général Patton : - Classement général - 1 étape - 3e du Tour de Basse-Saxe juniors - 1998 - Grand Prix Ost Fenster - 1999 - Champion du Luxembourg sur route - Champion du Luxembourg de cyclo-cross espoirs - Grand Prix François-Faber - Grand Prix Ost Fenster - Flèche du Sud : - Classement général - 1re et 3e étapes - Coppa Città di San Daniele - 2e du contre-la-montre des Jeux des petits États d'Europe - 3e de la course en ligne des Jeux des petits États d'Europe - 4e du championnat du monde sur route espoirs - 2000 - Trofeo Banca Popolare di Vicenza - 3e étape du Tour de Slovaquie - 2e du championnat du Luxembourg du contre-la-montre - 2e du Tour de Slovaquie - 4e du championnat du monde sur route espoirs - 2001 - 3e étape du Tour de Luxembourg - 2e du championnat du Luxembourg du contre-la-montre - 3e du championnat du Luxembourg sur route - 2002 - Classement général du Tour des Pays-Bas - Tour de Berne - 3e de la Semaine cycliste lombarde - 2003 - Paris-Bruxelles - 4e du Tour de Suisse | - 2004 - Champion du Luxembourg sur route - 5e étape du Tour de Luxembourg - 6e de la course en ligne des Jeux olympiques - 2005 - Trofeo Laigueglia - Grand Prix de Chiasso - Tour de Pologne : - Classement général - 7e étape - 1reb (contre-la-montre par équipes) et 4e étapes de la Semaine internationale Coppi et Bartali - 2e de la Flèche wallonne - 2e du championnat du Luxembourg sur route - 2e de la Coppa Placci - 2006 - Champion du Luxembourg sur route - Prologue du Tour de Luxembourg - 2e du Grand Prix de Lugano - 2007 - 15e étape du Tour de France - 2e du Tour de Suisse - 2e du Tirreno-Adriatico - 3e de Milan-Turin - 3e de la Flèche brabançonne - 3e du Tour de Pologne - 7e du Tour de France - 10e de Liège-Bastogne-Liège - 2008 - Champion du Luxembourg du contre-la-montre - 2e et 4e étapes du Tour du Pays basque - Flèche wallonne - 6e étape du Tour de Suisse - 4e étape du Tour de France - 7e du Tour du Pays basque - 7e du Tour de Suisse - 8e du Tour de France - 2009 - Champion du Luxembourg du contre-la-montre - 7e étape du Tour de Suisse - 9e du Tour de Suisse |

### Résultats sur les grands tours

#### Tour de France
5 participations
- 2004 : 63e du classement général
- 2005 : abandon (11e étape)
- 2007 : 7e du classement général, vainqueur de la 15e étape
- 2008 : 7e du classement général,  maillot jaune pendant 6 jours[38], vainqueur de la 4e étape
- 2009 : 57e du classement général

#### Tour d'Italie
1 participation
- 2003 : 29e du classement général

#### Tour d'Espagne
1 participation
- 2009 : non-partant (6e étape)

### Classements mondiaux
Jusqu'en 2004, le classement UCI concerne tous les coureurs ayant obtenu des points lors de courses du calendrier international de l'Union cycliste internationale (324 courses en 2004). En 2005, l'UCI ProTour et les circuits continentaux sont créés, ayant chacun leur classement. De 2005 à 2008, le classement de l'UCI ProTour classe les coureurs membres d'équipes ProTour en fonction des points qu'ils ont obtenu lors des courses du calendrier UCI ProTour, soit 28 courses en 2005, 27 en 2006, 26 en 2007. En 2008, le calendrier du ProTour est réduit à 15 courses en raison du conflit entre l'UCI et les organisateurs de plusieurs courses majeures. Les trois grands tours, Paris-Roubaix, la Flèche wallonne, Liège-Bastogne-Liège, le Tour de Lombardie, Tirreno-Adriatico et Paris-Nice ne sont donc pas pris en compte dans le classement ProTour 2008. En 2009 et 2010, un « classement mondial UCI » remplace le classement ProTour. Il prend en compte les points inscrits lors des courses ProTour et des courses qui n'en font plus partie, regroupées dans un « calendrier historique », soit au total 24 courses en 2009 et 26 en 2010. Ce nouveau classement prend en compte les coureurs des équipes continentales professionnelles.
Kim Kirchen apparaît pour la première fois au classement UCI en 2002. Il obtient son meilleur classement en 2007 : 8e.
| Année                  | 2002 | 2003 | 2004 | 2005 | 2006 | 2007 | 2008 | 2009 | 2010 |
| ---------------------- | ---- | ---- | ---- | ---- | ---- | ---- | ---- | ---- | ---- |
| Classement UCI         | 108e | 64e  | 83e  |      |      |      |      |      |      |
| Classement ProTour     |      |      |      | 25e  | nc   | 8e   | 26e  |      |      |
| Calendrier mondial UCI |      |      |      |      |      |      |      | 133e | nc   |

### Distinctions
Sportif luxembourgeois de l'année : 2000, 2003, 2004, 2005, 2007, 2008